# Seattle Mariners
Seattle Mariners är en professionell basebollklubb i Seattle i Washington i USA som spelar i American League, en av de två ligorna i Major League Baseball (MLB). Klubbens hemmaarena är T-Mobile Park.

## Historia
Klubben grundades 1977 när American League utökades med två nya klubbar (den andra var Toronto Blue Jays).
Mariners är den andra MLB-klubben från Seattle. 1969 spelade Seattle Pilots en säsong innan man flyttade till Milwaukee och blev Milwaukee Brewers.
Klubben har aldrig vunnit American League och därmed inte heller World Series.
Majoritetsägare i Mariners var tidigare datorspelsföretaget Nintendo of America, men företaget sålde sin andel 2016.

## Hemmaarena
Hemmaarena är T-Mobile Park, tidigare kallad Safeco Field, invigd 1999. Klubben spelade dessförinnan i inomhusarenan Kingdome.

## Spelartrupp

### Aktiva
| Nr | Land                    | Pos | Namn           |
| -- | ----------------------- | --- | -------------- |
| 7  | USA                     | P   | Marco Gonzales |
| 21 | Dominikanska republiken | P   | Luis Castillo  |
| 36 | USA                     | P   | Logan Gilbert  |
| 37 | USA                     | P   | Paul Sewald    |
| 38 | USA                     | P   | Robbie Ray     |
| 47 | Kanada                  | P   | Matt Brash     |
| 50 | USA                     | P   | Erik Swanson   |
| 56 | USA                     | P   | Penn Murfee    |
| 63 | Dominikanska republiken | P   | Diego Castillo |
| 67 | USA                     | P   | Matthew Festa  |
| 68 | USA                     | P   | George Kirby   |
| 75 | Mexiko                  | P   | Andrés Muñoz   |
| 77 | USA                     | P   | Chris Flexen   |

| Nr | Land                    | Pos | Namn            |
| -- | ----------------------- | --- | --------------- |
| 5  | USA                     | C   | Curt Casali     |
| 29 | USA                     | C   | Cal Raleigh     |
| 0  | USA                     | INF | Sam Haggerty    |
| 3  | USA                     | INF | J.P. Crawford   |
| 13 | Kanada                  | INF | Abraham Toro    |
| 18 | USA                     | INF | Jake Lamb       |
| 23 | USA                     | INF | Ty France       |
| 26 | USA                     | INF | Adam Frazier    |
| 28 | Venezuela               | INF | Eugenio Suárez  |
| 41 | Dominikanska republiken | INF | Carlos Santana  |
| 17 | USA                     | OF  | Mitch Haniger   |
| 27 | USA                     | OF  | Jesse Winker    |
| 44 | Dominikanska republiken | OF  | Julio Rodríguez |

### Skadade
| Nr | Land | Pos | Namn         |
| -- | ---- | --- | ------------ |
| 30 | USA  | P   | Ryan Borucki |
| 48 | USA  | P   | Matthew Boyd |
| 65 | USA  | P   | Casey Sadler |

| Nr | Land | Pos | Namn        |
| -- | ---- | --- | ----------- |
| 2  | USA  | C   | Tom Murphy  |
| 25 | USA  | OF  | Dylan Moore |

## Fotogalleri

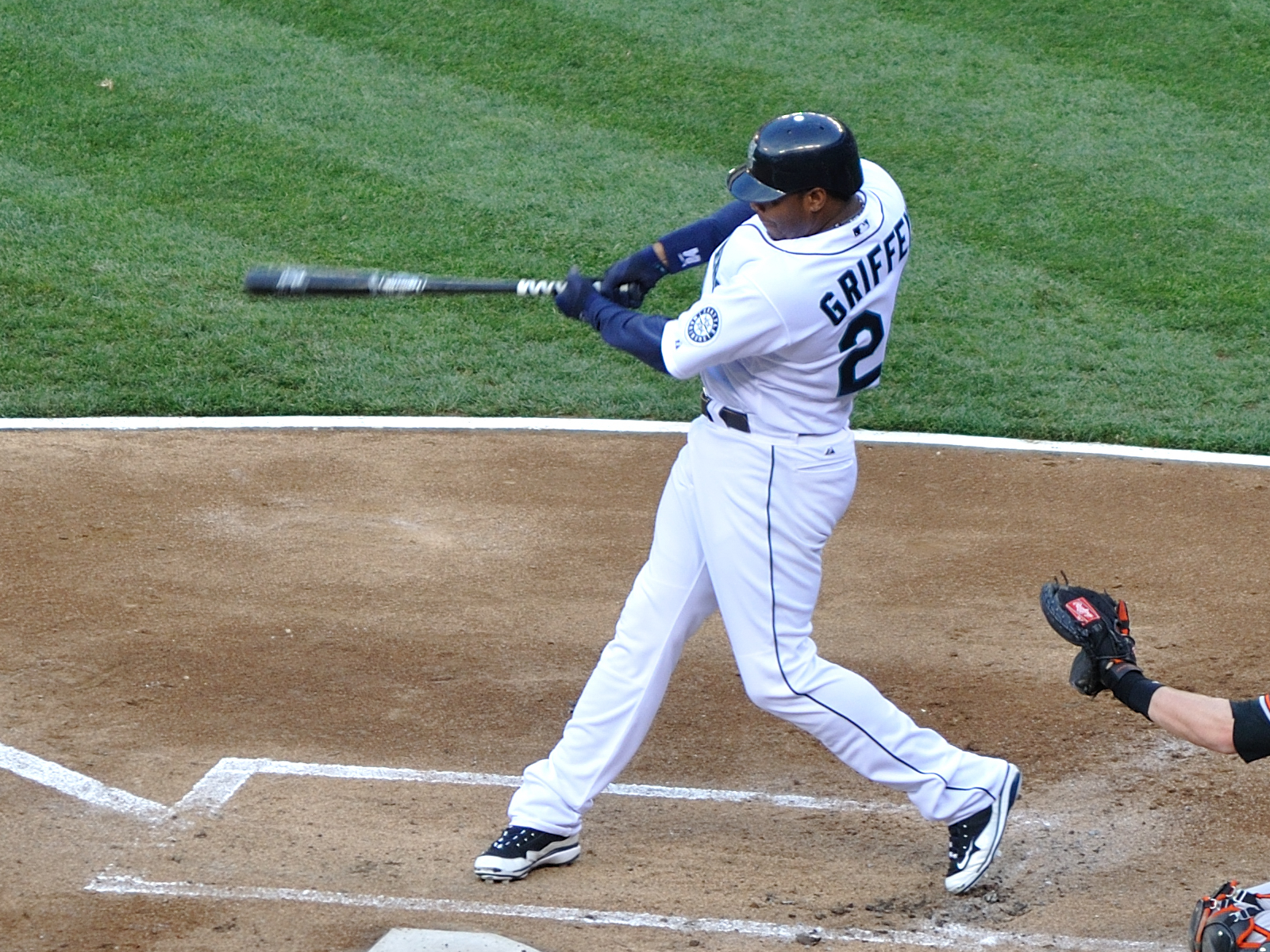
Ken Griffey Jr.
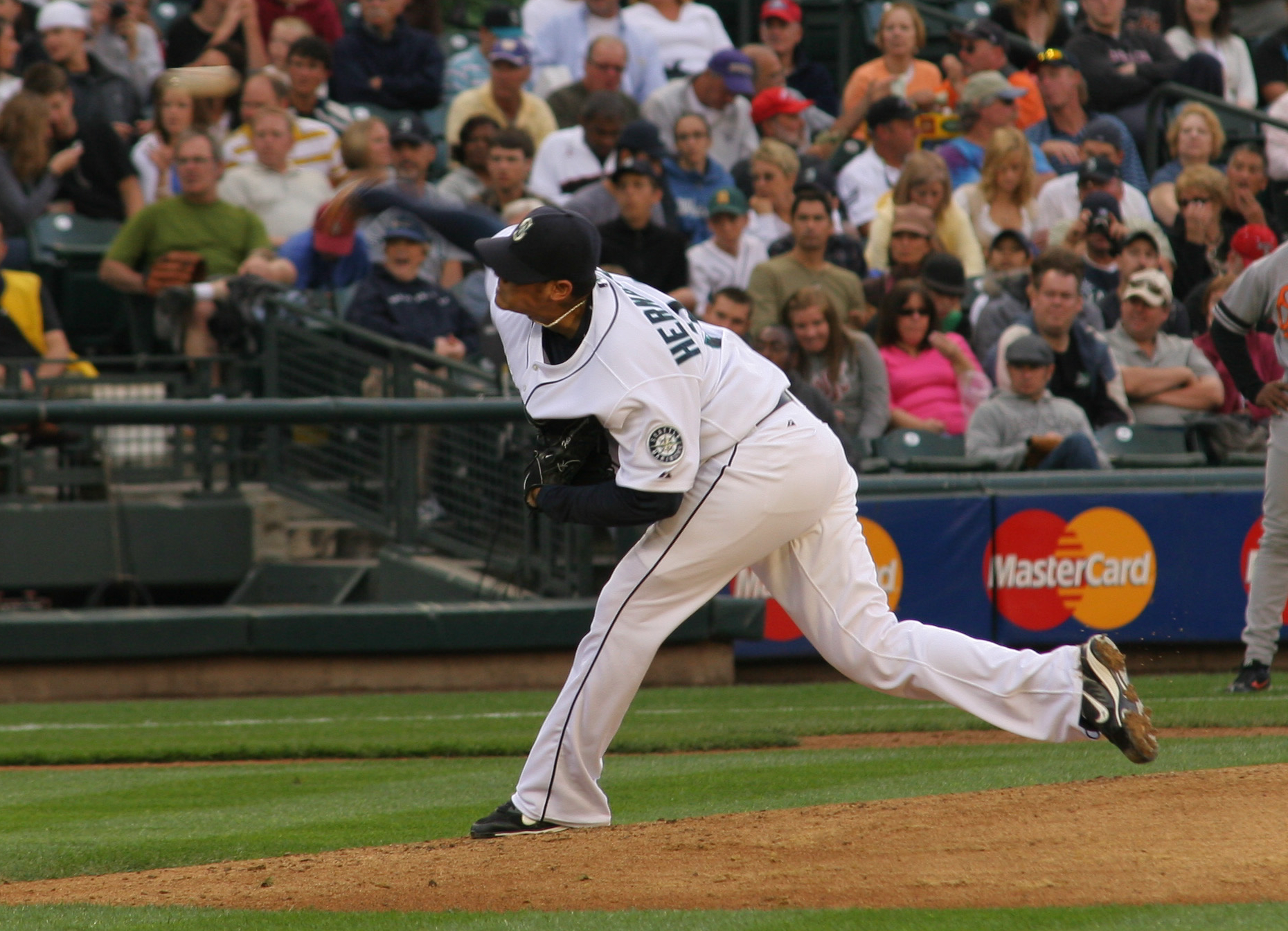
Félix Hernández.
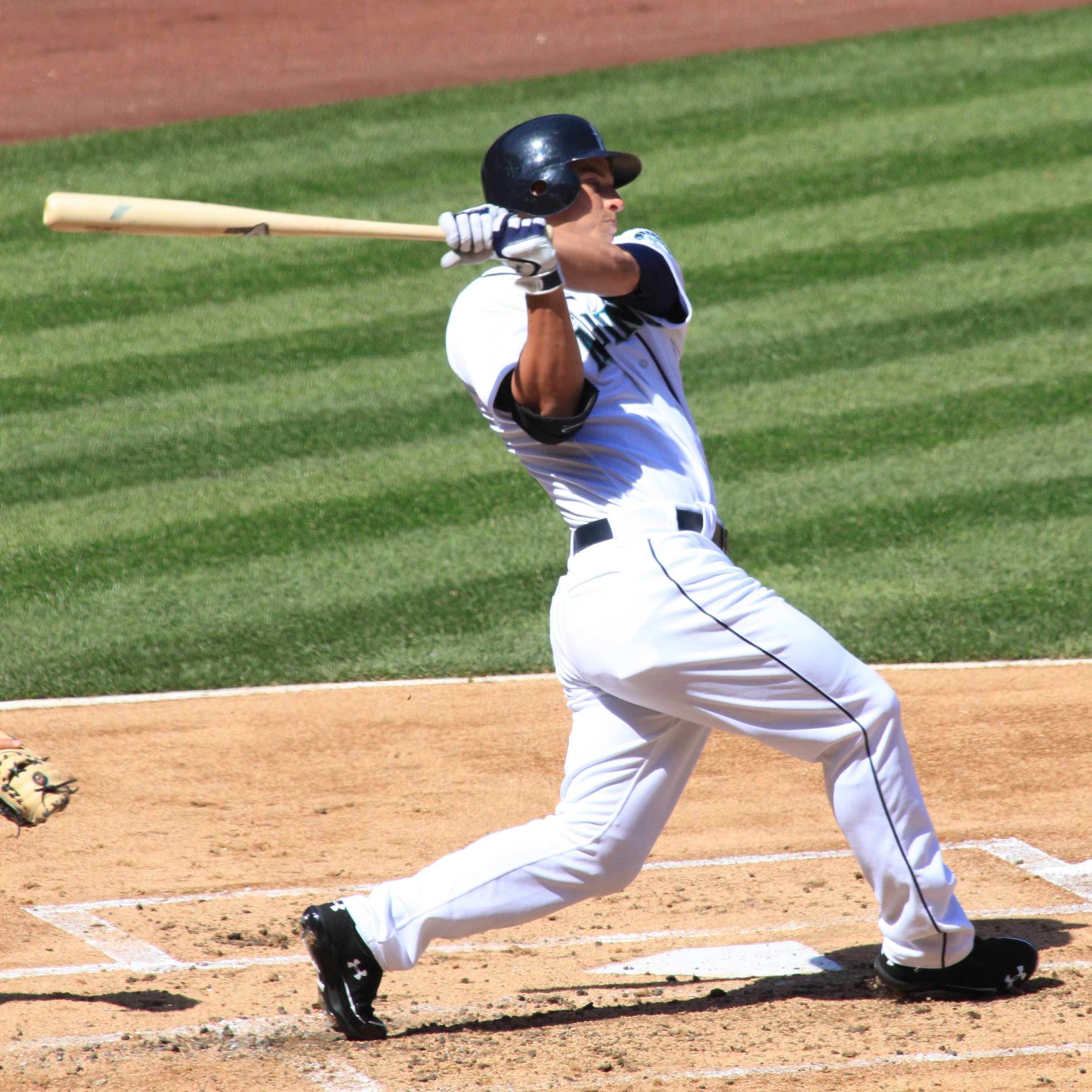
Kyle Seager.